# Bag skyerne
|  | Denne artikel er oprettet af botten Steenthbot ud fra en ekstern database. Den kan derfor have sproglige fejl eller mangler. Denne skabelon kan fjernes efter kontrol af indholdet. |

Bag skyerne er en dansk dokumentarfilm fra 2020 instrueret af Katrine Philp.

## Handling
Fortællinger om børn og sørg fortalt gennem den amerikanske sorggruppe Good Grief, hvor døden aftabuiseres gennem samtale og leg.